# کیشکوویتسه
کیشکوویتسه (به چکی: Kyškovice) یک منطقهٔ مسکونی در جمهوری چک است که در ناحیه لیتومیریتسه واقع شده‌است. کیشکوویتسه ۳٫۴۱ کیلومتر مربع مساحت و ۲۷۲ نفر جمعیت دارد و ۱۵۵ متر بالاتر از سطح دریا واقع شده‌است.